# Andrea Palladio

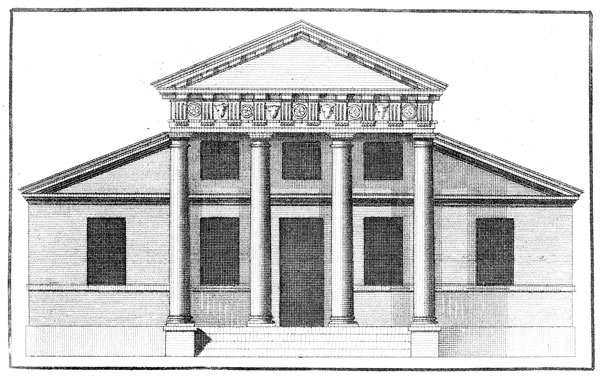
Illustratie uit I quattro libri dell'architettura

Andrea di Pietro della Gondola (Palladio) (Padua, 30 november 1508 - Vicenza, 19 augustus 1580) was een Italiaanse architect. De naam Palladio (gegeven door zijn eerste opdrachtgever, Gian Giorgio Trissino) verwijst naar Pallas Athene, de Griekse godin van de wijsheid.

## Leven en werk
De loopbaan van de Italiaanse steenhouwer Andrea di Pietro della Gondola nam een wending door het contact met de Noord-Italiaanse humanist Gian Giorgio Trissino (1478-1550). Zijn invloed ging veel verder dan enkel het humaniseren van Di Pietro della Gondola’s naam tot Palladio: hij introduceerde hem in de klassieke oudheid door het laten lezen van Vitruvius en te laten reizen naar enkele klassieke steden, zoals Rome.
Uit Trissino’s geschriften haalde Palladio een gedachte die terugkeerde in zijn later werk, namelijk "architecture is an art concerning the habitation of men, that provides a basis for utility and pleasure". Door Trissino’s kritiek op het verlies van de kennis van de oudheid, de verkeerde interpretaties door Vitruvius en De Re Aedificatoria van Alberti nam hij een kritische houding aan ten aanzien van Vitruvius en Alberti.
Via Trissino leerde Palladio Alvise Cornaro (1484-1566) kennen, die rond 1555 zijn Trattato dell'Architettura schreef, een werk over de bouw en renovatie van woonhuizen, bedoeld voor leken. Cornaro las Vitruvius zeer kritisch en distantieerde zich van de architectuurtheorie van zijn tijd. Hij vond het gemak (commodità) van een gebouw belangrijker dan de esthetische waarde ervan. De rechtstreekse invloed van Cornaro op Palladio’s latere gedachtenvorming is niet te miskennen: voor Palladio gold het woonhuis als prototype van alle gebouwen. Het was dan ook geen wonder dat het tweede boek van Palladio’s hand, I quattro libri dell'architettura, volledig over het ontwerp van woonhuizen gaat.
Rond 1550, de periode dat Trissino stierf, kwam Palladio in contact met de Venetiaanse humanist Daniele Barbaro (1513-1570). In diens gezelschap bracht Palladio in 1554 zijn laatste bezoek aan Rome. Als gevolg hiervan schrijft Palladio L’antichità di Roma, een gidsboek over zijn studie van het antieke Rome, waarin de tekeningen gebaseerd waren op eigen exacte opmetingen.
Barbaro was in 1547 reeds begonnen aan een Vitruvius-vertaling, waarin opgenomen zijn uitvoerige commentaar en ideeën, zoals de stelling: "Architectuur is geen letterlijke imitatie van de natuur, maar een adaptatie van haar voornaamste principes". Palladio combineerde het illustreren van de edities van 1556 en 1567 van Barbaro's werk met het schrijven van zijn eigen, invloedrijke boek I quattro libri dell'architettura, het laatste architectuurtraktaat uit de renaissance.
In de jaren na zijn bezoeken aan Rome wist Palladio de renaissance-idealen van zijn voorgangers, zoals Leon Battista Alberti (1404-1472) en Donato Bramante (1444-1514), toe te passen in een reeks uitzonderlijke villa’s in de Republiek Venetië. Daar was sinds de zestiende eeuw de optimistische handelssfeer verminderd. De rijkere Venetianen zochten veiligere investeringsmogelijkheden, zoals de drooggelegde vruchtbare landbouwgebieden ten noorden van de stad Venetië. Palladio stond voor de uitdaging om een villa te ontwikkelen, die fungeerde als een landbouwbedrijf en tegelijkertijd een afspiegeling was van de sociale status van de eigenaar.
Palladio greep hier zijn kans om zijn villa suburbana, het principe van de Romeinse villa tussen stad en platteland, extreem te rationaliseren aan de hand van een ontwerpsysteem, waarin zijn grondplan een symmetrische, strakke opbouw bezat.
In 1994 zijn een aantal van Palladio's villa's samen met de stad Vicenza opgenomen in de Werelderfgoedlijst van UNESCO. Deze lijst is in 1996 uitgebreid met de palladiaanse villa's in Veneto, waardoor een groot deel van zijn werk als belangrijk cultureel erfgoed wordt gezien.

## Belangrijkste thema's

### De antieken
Palladio bleef zoeken naar een validatie van de relatie tussen de klassieke oudheid en zijn eigen architectuur door bijvoorbeeld het terugkijken naar de antieken te rechtvaardigen met het feit dat de Romeinen ver vooruit waren op hun opvolgers. Hij plaatste zijn eigen architectuur op gelijke hoogte als deze van de antieken: het was geen revival noch imitatie van de antieke gebouwen, maar wel een voortzetting of vervolg ervan.

### De villa
Uit de reizen naar Rome wist Palladio de renaissance-idealen van zijn voorgangers Alberti en Bramante te assimileren in enkele prachtige villa's in Venetië. Deze waren innoverende nieuwe gebouwen en weerspiegelden de sociale status van de eigenaar. Palladio heeft zijn gebouwen extreem gerationaliseerd. Zijn gebouwen bezaten een strakke, symmetrische opbouw. Hij gebruikte als eerste het klassieke tempelfronton in de gevel van een villa. De woonkamer had steeds een zicht op het omliggende landschap. De relatie van de villa met haar omgeving was enorm belangrijk. "Een villa moet indien mogelijk op een heuvel gebouwd worden omdat dit mooi en gezond is, en gelegen zijn aan een bevaarbare rivier omdat dit handig is, transportkosten drukt en er mooi uitziet".

### Natuur
Een belangrijk begrip in de architectuurtheorie en -praktijk van Palladio is natuur. Net als Daniele Barbaro was hij ervan overtuigd dat architectuur een rationele adaptatie van de natuur is. Architectuur moest een eenvoud bevatten om "net als de natuur" te zijn. Die eenvoud is duidelijk te zien in Palladio's ontwerpen, waar hij eenvoudige transformaties toepast op basisvormen. De overeenkomsten tussen kunst en natuur vermeldt Palladio in boek een, twee en drie van zijn I Quattro Libri dell'Architettura, waarin hij bijvoorbeeld kolommen met bomen vergelijkt en de pijlers van een brug met de poten van dieren.

## Palladio en de Vitruviaanse traditie
Palladio interpreteerde Vitruvius op een zeer praktische manier: hij haalde uit zijn De Architectura regels die hij gebruikte om gevarieerde gebouwen te ontwerpen. Deze variatie was afhankelijk van de wensen van de opdrachtgever. Vitruvius was volgens Palladio van minder belang dan de antieke architectuur zelf. Het begrip 'commodità' speelde een grote rol in de architectuur van Palladio, te vergelijken met het begrip 'utilitas'. Palladio focuste eerder op het tonen van de principes van goede architectuur, door het tonen van concrete gebouwen, dan op het uitwerken van een sluitende architectuurtheorie. Hij legde het belang niet bij het idee van een gebouw maar bij de perceptie ervan.
Palladio’s definitie van schoonheid haalde hij bij Leon Battista Alberti (1404–1472) uit zijn traktaat De Re Aedificatoria. Waar schoonheid "als correspondentie van het geheel tot alle onderdelen, van de onderdelen tot elkaar en van de onderdelen tot het geheel" wordt gedefinieerd. Een gebouw is een onafhankelijk, wel gedefinieerd lichaam. Palladio werkt in zijn traktaat een proportiesysteem uit gebaseerd op Alberti. Hij definieert zeven sets met harmonieuze proporties die meteen toepasbaar zijn bij het ontwerpen van kamers. Voor de hoogte van die kamers legt hij drie proportiesystemen uit die hun oorsprong vinden bij Pythagoras, namelijk het rekenkundig gemiddelde, het meetkundig gemiddelde en het harmonisch gemiddelde.

## Invloed op de architectuur
De invloed van Palladio op de latere architectuur is zeer groot, met hoogtepunten in de 17e en 18e eeuw. De zogenaamde Palladiostijl of het palladianisme genoot veel succes in Nederland, Duitsland en Frankrijk, maar kent zijn oorsprong in het 17de-eeuwse Engeland, waar hij ontwikkeld werd door Inigo Jones. Deze neemt de belangrijkste eigenschappen van Palladio's architectuur en begrippen vanuit de Quattro Libri dell'Architettura over. Inigo Jones' architectuur bezit een classicistische eenvoud en harmonie. Bekende voorbeelden zijn Queen's House in Greenwich uit 1616 en de Banqueting Hall in het Palace of Whitehall uit 1622. Ook William Kent en Christopher Wren zijn niet te vergeten, namen met respectievelijk de gebouwen Chiswick House en St Paul's Cathedral.
Ook in de Verenigde Staten kende het palladianisme zijn navolging in de 18e eeuw in de persoon van Thomas Jefferson. Deze autodidact had een intense appreciatie voor het oude Rome. Zijn bekendste gebouwen zijn het Monticello en de universiteitscampus van Virginia.

## Chronologische lijst van Palladio's werken
- 1534: Villa Trissino, Vicenza
- 1537-1542: Villa Godi
- 1539 circa: Villa Piovene
- 1540-1542 circa: Palazzo Civena, Vicenza
- 1540 circa-1566 circa: Palazzo Poiana, Vicenza
- 1542 - Villa Valmarana
- 1542-1556 circa: Palazzo Thiene, Vicenza
- 1542: Villa Gazzotti, Bertesina, Vicenza
- 1542 circa: Villa Caldogno
- 1542: Villa Pisani
- 1542: Villa Thiene
- 1543: Villa Saraceno
- 1544 circa-1552: Palazzo Porto, Vicenza
- 1546 circa-1563 circa: Villa Pojana
- 1546 circa: Villa Contarin
- 1547: Villa Arnaldi
- 1548: Villa Angarano
- 1550-1557: Palazzo Chiericati
- 1550: Villa Chiericati
- 1552: Villa Cornaro
- 1552 circa: Villa Pisani
- 1554-1563: Villa Badoer
- 1554: Villa Porto
- 1554: Villa Barbaro
- 1554: Villa Zeno
- 1555 circa: Palazzo Dalla Torre, Verona
- 1556: Arco Bollani, Udine
- 1556 circa: Palazzo Antonini, Udine
- 1556: Barchessa di Villa Thiene
- 1557: Villa Repeta
- 1558: San Pietro di Castello, Venetië
- 1558: Villa Emo
- 1558: Cattedrale di Vicenza, Vicenza
- 1559: Villa Foscari
- 1559: Casa Cogollo
- 1560-1563 circa: chiostro, Venezia
- 1560: Convento della Carità, Venetië
- 1560: Palazzo Schio, Vicenza
- 1563 circa: Portaal Cattedrale di Vicenza
- 1563 circa: Villa Valmarana
- 1564: Palazzo Pretorio
- 1565: Loggia del Capitanio, Vicenza
- 1565: Palazzo Valmarana, Vicenza
- 1565: Villa Serego
- 1565 circa: Villa Forni Cerato
- 1566: Villa Almerico Capra "La Rotonda"
- 1568: Ponte di Bassano, Bassano del Grappa
- 1569-1575: Palazzo Barbaran da Porto, Vicenza
- 1569: Ponte sul Tesina
- 1570: Villa Porto
- 1571: Palazzo Porto, Vicenza
- 1572 : Palazzo Thiene Bonin Longare, Vicenza
- 1574-1577: Enkele kamers bij restauratiewerken Dogepaleis, Venetië
- 1574: Studies voor de voorgevel van de Basilica di San Petronio, Bologna
- 1576 circa: Cappella Valmarana in de Santa Corona, Vicenza
- 1577: chiesa del Redentore, Venetië
- 1579: Porta Gemona
- 1580: Tempietto di Villa Barbaro, Maser
- 1580: Teatro Olimpico, Vicenza